# Zagorice (kanton hercegowińsko-neretwiański)
Zagorice – wieś w Bośni i Hercegowinie, w Federacji Bośni i Hercegowiny, w kantonie hercegowińsko-neretwiańskim, w gminie Konjic. W 2013 roku liczyła 187 mieszkańców, z czego większość stanowili Boszniacy.